# 다변량 보간법
수치해석학에서 다변량 보간법(영어: Multivariate interpolation) 또는 다차원 보간법(multidimensional interpolation)은 두 개 이상의 변수를 가지거나 다차원 영역에 정의된 다변량 함수에 대한 보간법이다. 일반적인 특별한 경우는 두 변수 또는 두 차원을 기반으로 하는 이변량 보간법(bivariate interpolation) 또는 2차원 보간법(two-dimensional interpolation)이다. 변수가 공간 좌표일 경우, 이는 공간 보간법(spatial interpolation)이라고도 알려져 있다.
보간할 함수는 주어진 점 {\displaystyle (x_{i},y_{i},z_{i},\dots )}에서 알려져 있으며, 보간 문제는 임의의 점 {\displaystyle (x,y,z,\dots )}에서 값을 산출하는 것으로 구성된다.
다변량 보간법은 특히 지리통계학에서 중요하며, 지구 표면의 점 집합(예: 측량에서의 고도점 또는 수로 측량에서의 깊이)으로부터 수치 표고 모델을 생성하는 데 사용된다.

## 정규 격자
정규 격자(미리 결정된, 반드시 균일할 필요는 없는 간격)에 알려진 함수 값의 경우 다음 방법들을 사용할 수 있다.

### 모든 차원
- 최근접 이웃 보간법
- n-선형 보간법 (쌍선형 및 삼선형 보간법 그리고 다선형 다항식 참조)
- n-입방 보간법 (쌍입방 및 삼중 입방 보간법 참조)
- 크리깅
- 역거리 가중법
- 자연 이웃 보간법
- 스플라인 보간법
- 방사 기저 함수 보간법

### 2차원
- 바네스 보간법
- 쌍선형 보간법
- 쌍입방 보간법
- 베지에 곡면
- 란초스 리샘플링
- 델로네 삼각분할

비트맵 리샘플링은 영상 처리에서 2D 다변량 보간법을 적용하는 것이다.
검은 점에 위치한 25개 값에서 동일한 데이터셋에 적용된 세 가지 방법. 색상은 보간된 값을 나타낸다.
- 최근접 이웃
- 쌍선형
- 쌍입방

두 변수의 다항식 보간법에 대해서는 파두아 점도 참조하라.

### 3차원
- 삼선형 보간법
- 삼중 입방 보간법

비트맵 리샘플링도 참조하라.

### N차원 텐서곱 스플라인
캣멀-롬 스플라인은 임의의 차원으로 쉽게 일반화될 수 있다. 삼차 헤르미트 스플라인 문서는 {\displaystyle \mathrm {CINT} _{x}(f_{-1},f_{0},f_{1},f_{2})=\mathbf {b} (x)\cdot \left(f_{-1}f_{0}f_{1}f_{2}\right)}가 어떤 4-벡터 {\displaystyle \mathbf {b} (x)}에 대해 x만의 함수이며, 여기서 {\displaystyle f_{j}}는 보간할 함수의 {\displaystyle j}에서의 값임을 상기시켜 줄 것이다.
이 근사를 다음과 같이 다시 쓸 수 있다.
{\displaystyle \mathrm {CR} (x)=\sum _{i=-1}^{2}f_{i}b_{i}(x)}
이 공식은 N차원으로 직접 일반화될 수 있다:
{\displaystyle \mathrm {CR} (x_{1},\dots ,x_{N})=\sum _{i_{1},\dots ,i_{N}=-1}^{2}f_{i_{1}\dots i_{N}}\prod _{j=1}^{N}b_{i_{j}}(x_{j})}
헤르미트 스플라인을 포함한 다른 종류의 스플라인 보간법에 대해서도 유사한 일반화가 가능하다. 효율성 측면에서, 이 일반 공식은 삼중 입방 보간법 문서에 설명된 대로 모든 종류의 텐서곱 스플라인에 대해 연속적인 {\displaystyle \mathrm {CINT} } 유형 연산의 합성으로 실제로 계산될 수 있다. 그러나 1차원 {\displaystyle \mathrm {CR} }과 유사한 합산에 {\displaystyle n}개의 항이 있으면 {\displaystyle N}차원 합산에는 {\displaystyle n^{N}}개의 항이 있을 것이라는 사실은 변함없다.

## 불규칙 격자 (산재 데이터)
불규칙 격자에 산재된 데이터에 대해 정의된 방식은 더 일반적이다.
이들은 모두 정규 격자에서 작동해야 하며, 일반적으로 다른 알려진 방법으로 축소된다.
- 최근접 이웃 보간법
- 불규칙 삼각망 기반 자연 이웃 보간법
- 불규칙 삼각망 기반 선형 보간법 (일종의 조각별 선형 함수)
  - n-단체 (예: 사면체) 보간법 (중심 좌표계 참조)
- 역거리 가중법
- ABOS - 스무딩 기반 근사
- 크리깅
- 경사 강화 크리깅 (GEK)
- 얇은 판 스플라인
- 다항 조화 스플라인 (얇은 판 스플라인은 다항 조화 스플라인의 특별한 경우이다.)
- 방사 기저 함수 (다항 조화 스플라인은 저차 다항식 항을 가진 방사 기저 함수의 특별한 경우이다.)
- 최소 제곱 스플라인
- 자연 이웃 보간법

 그리딩은 불규칙적으로 분포된 데이터를 정규 격자(격자 데이터)로 변환하는 과정이다.

## 같이 보기
- 평활화
- 표면 맞춤

## 내용주
1. ↑  Jetter, Kurt; Buhmann, Martin D.; Haussmann, Werner; Schaback, Robert; and Stöckler, Joachim: Topics in Multivariate Approximation and Interpolation, Elsevier, ISBN 0-444-51844-4 (2006)
2. ↑  Two hierarchies of spline interpolations. Practical algorithms for multivariate higher order splines